# Sprint (athlétisme)
Pour les articles homonymes, voir Sprint.

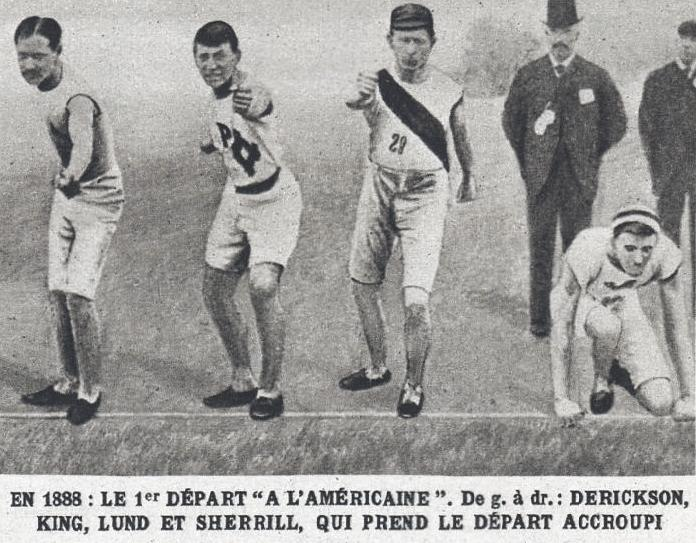
1888, premier départ d'une course de sprint « à l'américaine ».

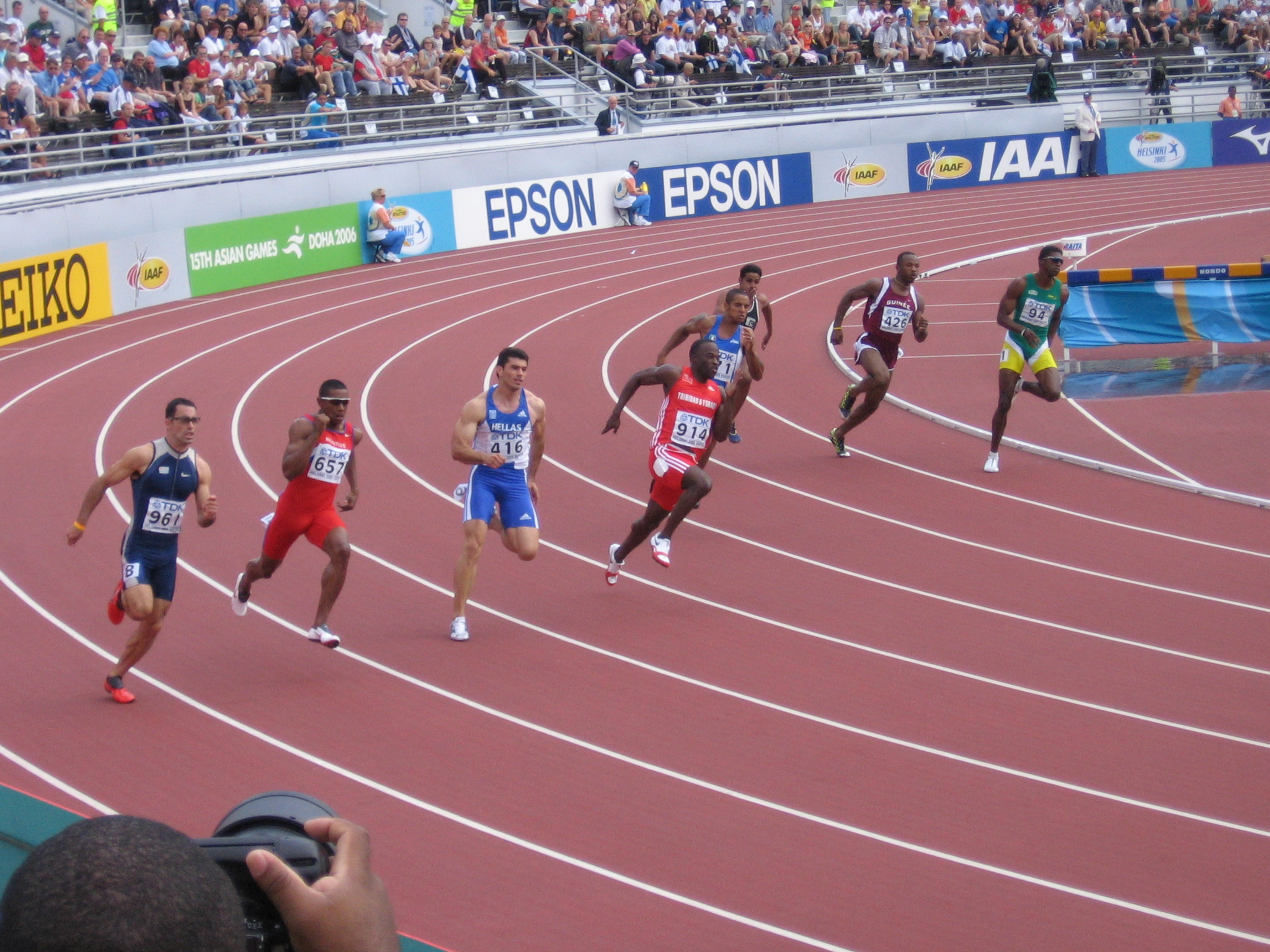
Course de 200 m.

Le sprint, ou course de vitesse, est un type de course à pied caractérisé par un effort bref et intense afin de développer une vitesse de déplacement maximale. On parle de sprint court et de sprint long selon la durée de l’effort, cette durée de l'effort conditionnant les types de substrats énergétiques utilisé par les muscles et par conséquent la vitesse atteinte.
Les facteurs biologiques de la performance sont la force et la vitesse de contraction des fibres musculaires. De fait, les muscles des sprinteurs de haut niveau comportent un pourcentage très élevé (85 %) de fibres dites « rapides » type IIa, IIax et dans une moindre mesure IIx. La composition des muscles en types de fibres est bien déterminée génétiquement, mais l’entraînement transforme les fibres musculaires dans une certaine mesure.
Un sprinteur est l'athlète qui pratique le sprint. Pour les athlètes pratiquant la course d'obstacle (100 m haies, 110 m haies, 400 m haies), on utilise le terme de coureur de haies ou l'anglicisme hurdler.

## Types de sprint
Les sprints sont de deux types selon la distance parcourue :
- Les sprints courts :
  - 50 m
  - 60 m
  - 100 m
  - 150 m (uniquement dans certains meetings, non pratiqué en championnats)
  - 200 m
- Les sprints longs :
  - 300 m (uniquement dans certains meetings, non pratiqué en championnats)
  - 400 m
  - 500 m (uniquement dans certains meetings, non pratiqué en championnats)
  - 600 m (uniquement dans certains meetings, non pratiqué en championnats)

## Déroulement d'une course
Afin de parcourir la distance le plus rapidement possible, le sprinteur doit réaliser au mieux les différentes étapes d'une course, à savoir la réaction à la phase de démarrage, la phase d'accélération et la phase de maintien de vitesse.

### Les commandements de départ pour la course de vitesse

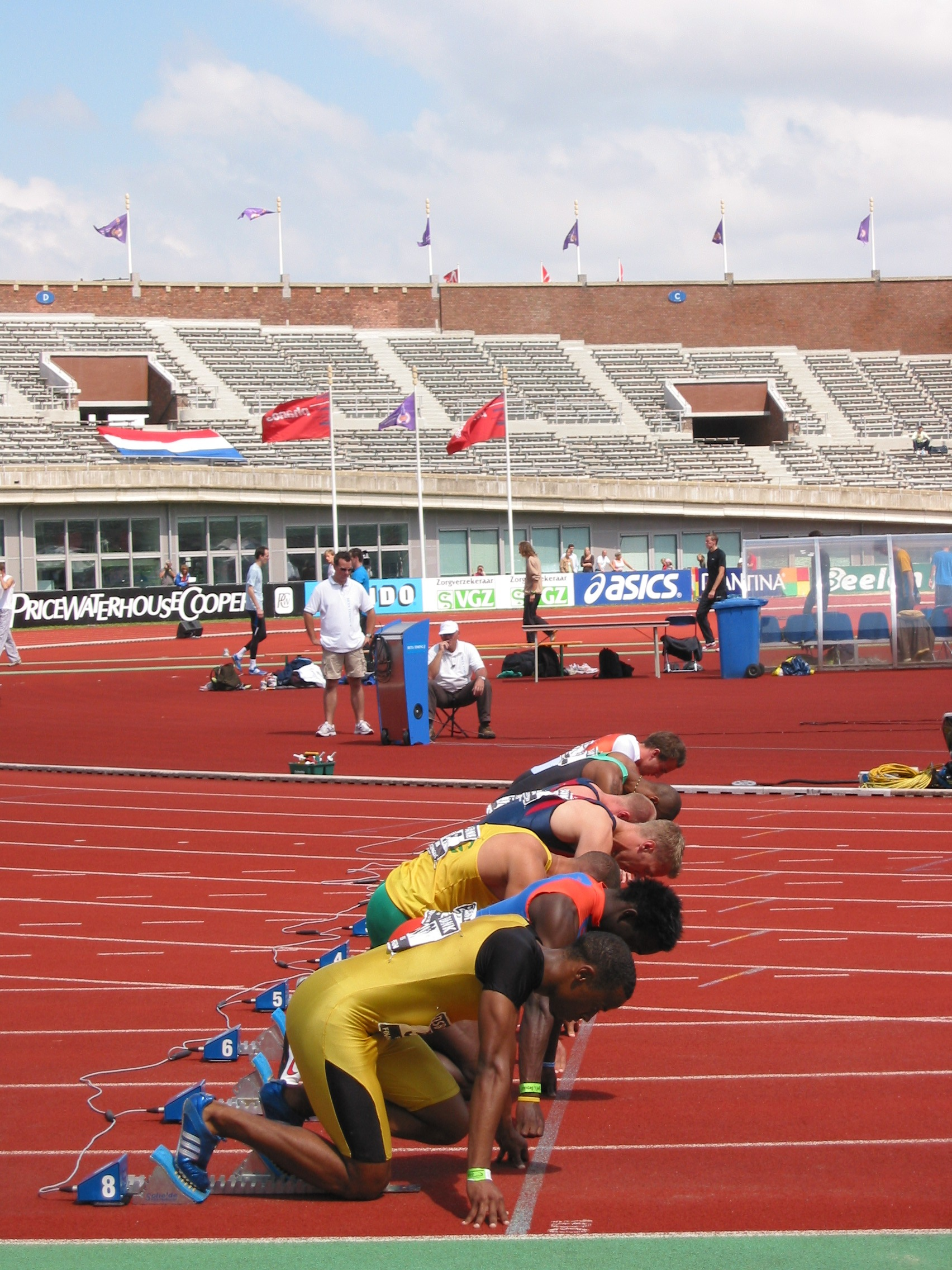
Placement des athlètes avant le départ.

Avant le départ, l'athlète prend position derrière les Blocs de Départ ( en anglais: "starting blocks" qu'il a préalablement réglés en fonction, notamment, de sa morphologie et de ses capacités physiques. Au premier commandement du Juge de Départ ( en anglais "starter" (« à vos marques »), les compétiteurs prennent leur position de départ. La position de l'athlète consiste, à ce moment, à poser au moins un genou à terre, ses deux jambes étant pliées ; ses mains sont posées à terre, en arrière de la ligne de départ. Lorsqu'ils ne bougent plus, le "starter" les avertit du départ imminent (« prêts ? ») ; les athlètes se mettent alors en position de déséquilibre en levant le bassin, le poids du corps basculant alors sur les bras. Le genou de la jambe avant forme un angle d'environ 90 degrés. Enfin, le "starter" donne le signal de départ en tirant un coup de feu en l'air.
Un faux-départ est détecté soit visuellement par le "starter" (ou le "starter" de rappel), soit automatiquement lorsque le coureur part moins de 100 millièmes après le coup de feu (durée qui correspond au temps minimal que met un signal nerveux pour aller des oreilles aux jambes en passant par le cerveau). Avant 2003, un faux-départ par athlète était autorisé. Entre 2003 et 2009, c'est un seul faux-départ par course qui fut toléré, l'athlète commettant le deuxième faux départ étant éliminé. Depuis 2010, aucun faux-départ n'est toléré.

### Mise en action
Après le jaillissement des blocs (en anglais « blocks »), le sprinteur doit allonger progressivement ses foulées. Les premiers appuis au sol sont longs, le sprinteur cherche à appuyer longuement sur la piste et se propulser vers l'avant pour créer de la vitesse. Aussi, ses épaules restent à l'avant, son regard pointe sur le sol devant lui, l'ensemble de son corps se situant dans un plan incliné par rapport à la piste. Cette phase de mise en action est communément la phase de « poussée », elle peut durer jusqu'à trente mètres pour les meilleurs. Puis, il se redresse peu à peu afin d'atteindre sa vitesse maximale lors de la phase dite de « transition ». Son bassin vient alors basculer vers l'avant, la ligne formée par son bassin et ses épaules devenant orthogonale au sol. Cette phase occupe entre dix et vingt mètres de course. La vitesse maximale pour les sprinteurs de haut niveau est atteinte au bout de 50 à 60 m. Par contre, Usain Bolt n'atteint sa vitesse de pointe qu'à 65-70 m du fait de sa grande taille[réf. nécessaire]. Il enchaîne environ cinq foulées par seconde. Chaque foulée, qui dépend du gabarit du sprinteur, peut mesurer jusqu'à 2,90 m. La foulée se décompose en deux phases. Une phase d'appui au sol, qui comprend l'amortissement, le soutien et l'impulsion, et une phase de suspension permettant au coureur de maintenir son équilibre et préparer l'action au sol suivante.

### Maintien de vitesse et l'arrivée
Pour maintenir une vitesse maximale, le sprinteur développe une foulée particulière, le « griffé » qui permet de minimiser les freinages et optimiser la propulsion lors de la phase d'appui au sol. À la ligne d'arrivée, il peut mettre ses épaules en avant, c'est ce qu'on appelle le "cassé", ou pivoter son torse car les athlètes sont classés dans l'ordre dans lequel une partie de leur torse atteint le plan vertical du bord intérieur de la ligne d'arrivée.

## Influences extérieures

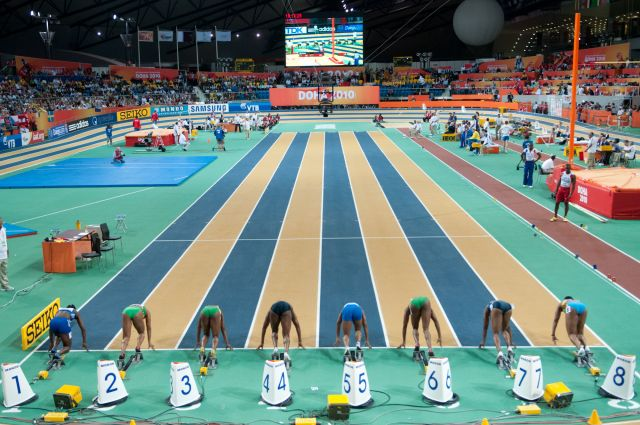
Finale du 60 m féminin lors des Championnats du monde de Doha au Qatar en 2010.

### Piste
Plusieurs pistes sont reconnues à travers le monde pour être particulièrement rapides. Ainsi, la piste barcelonaise qui accueillit les championnats d'Europe du 26 juillet au 1er juin 2010 a été fabriquée par Mondotrack FTX, à partir d'une surface synthétique considérée comme la plus rapide jamais développée. C'est cette même firme qui avait conçu la piste des JO 2008 de Pékin ou celle des mondiaux en salle de Doha. Le Nid d'oiseau de Pékin possède également une piste très rapide ainsi que le Stade olympique de Rome.

### Conditions climatiques
Sur le sprint, les performances des athlètes sont fortement dépendantes du vent, un record ne peut ainsi être homologué par vent favorable que si celui-ci a une vitesse inférieure ou égale à 2,0 m/s.
De la même façon, une course en altitude est facilitée par la plus faible densité de l'air. Il n'y a cependant pas de restriction sur l'altitude en ce qui concerne l'homologation des records. L'IAAF estime à propos du record de Jim Hines, que courir à Mexico (2 240 m d'altitude) lui a fourni une aide équivalente à un vent favorable additionnel de 1,5 m/s.
En sprint, les conditions idéales restent tout de même du soleil et de la chaleur, permettant aux muscles de chauffer plus vite, entraînant une meilleure élasticité et réduisant le risque de blessures comme une déchirure ou un claquage.

## Entraînement au sprint
La masse musculaire naturelle est composée de fibres rouges ou fibres lentes et de fibres blanches ou fibres rapides, ainsi que de fibres indéterminées ou neutres qui s'apparenteront aux fibres rouges ou blanches suivant l'entraînement accompli. Ainsi, chez un sprinteur, la proportion de fibres rapides peut atteindre 85 %, contre seulement 15 % chez un marathonien.
L'entraînement sportif pour le sprint consiste à travailler le départ grâce à des exercices de concentration. Il vise également à développer la puissance musculaire de l'athlète par la musculation et le travail en charge. Le sprinteur travaille ses départs et son explosivité en traînant derrière lui des disques de poids qui lui sont rattachés par des cordes ou des sangles. Des exercices de Préparation Physique Généralisée (PPG) et de Préparation Physique Spécifique (PPS) sont nécessaires tout comme des exercices de talon fessiers, de genoux abdomen. Le travail de la technique gestuelle, la course en côte comme les foulées bondissantes sont également efficaces. En fonction du style de course, l'entraînement doit s'adapter au profil du coureur. Un travail sur la foulée (cycle avant uniquement, le cycle arrière est à bannir en sprint car ne permettant pas d'utiliser toute sa puissance au profit de la création de vitesse) et les appuis est incontournable.

Des répétitions de 200 m à 600 m à allure élevée (120 à 140 % de la VMA) sont courues sur pistes pour permettre à l'athlète de maintenir plus longtemps sa vitesse de pointe et d'être endurant. Ces entraînements permettent aussi une meilleure résistance de l'athlète aux effets de l'acide lactique, produit par le corps lors des épreuves de sprint, notamment pour les distances supérieures à 100 m. Un important travail de gainage en complément de la musculation est nécessaire, afin de permettre une solidité et une rigidité du haut du corps lors de la course, ainsi que de fixer le bassin, ce qui est indispensable.
Des exercices d’haltérophilie tels que l'épaulé sont aussi utilisés pour améliorer l'explosivité de l'athlète.